# Kornisk hurling
Kornisk hurling (kornisk: hurlian) er et udendørs holdspil, der kun spilles i Cornwall i England. Det spilles med en lille sølvbold. Selvom sportsgrenen deler sit navn med det irske spil hurling, er de to sportsgrene helt forskellige.
Spillet har tidligere været almindeligt spillet i Cornwall, og ligner andre traditionelle fodboldspil, der spilles i forskellige dele af Storbritannien, men visse egenskaber gør hurling unik i Cornwall. Det anses af mange for at være Cornwalls nationale spil sammen med kornisk brydning. Et gammelt ordsprog på det korniske sprog lyder "hyrlîan yw gen gwaré nyi", hvilket betyder "hurling er vores sport".
I dag spilles hurling kun i to samfund: St. Columb Major, hvor de traditionelle hurlingkampe finder sted på Hvide tirsdag  og den anden efterfølgende lørdag  mellem byens og oplandets mænd i sognet; og i St. Ives, hvor børn spiller hurling på "Feast Monday" i begyndelsen af februar. Desuden indgår en version af hurling i "Beating the bounds"-traditionen i Bodmin ca. hvert femte år. Selvom skikken tiltrækker færre seere, har de årlige hurlingkampe på St. Columb Major en lignende status i den korniske kalender som 'Obby 'Oss-festivalen i Padstow og Furry Dance i Helston derved, at alle tre er enestående traditioner, der har overlevet uændret og har fundet sted årligt siden før optegnelser om dem er blevet påbegyndt.